# 17-та панцергренадерська дивізія СС «Гьотц фон Берліхінген»
 17-та панцергренадерська дивізія СС «Ґетц фон Берліхінґен»  (нім. 17. SS-Panzergrenadier-Division „Götz von Berlichingen“) — військове формування, панцергренадерська дивізія у складі Ваффен-СС, що брала участь у бойових діях на Західному фронті під час Другої світової війни.

## Історія

### Формування
Дивізію почали формувати у вересні 1943 року в Південній Франції на основі 49-ї та 51-ї панцергренадерських бригад і окремих підрозділів 10-ї танкової дивізії СС. Вже 3 жовтня вона отримала порядковий номер і почесне найменування по імені німецького полководця Ґетца фон Берліхінґена. Формування дивізії проходило в окрузі міста Тур. З листопада 1943 року по червень 1944 року особовий склад дивізії проходив навчання і ніс гарнізонну службу у Франції. У складі дивізії налічувалася 17 321 особа, але не було танків і не вистачало автотранспорту.
У грудні 1943 року нову дивізію перекинули на Балкани, де у складі V гірського корпусу СС вона діяла проти Югославської народно-визвольної армії.
Після висадки союзників частини дивізії почали перекидатися в Нормандію.

### Нормандія
11 червня частини дивізії вперше вступили в бій з противником на ділянці між Сен-Ло і Кутансом. Протягом червня — липня дивізія продовжувала боротися в районі Карантан — Сен-Ло — Кутанс, у ході боїв вона зазнала великих втрат, і до кінця липня її чисельність знизилася до 8 500 осіб. На початку серпня дивізія була зведена в одну бойову групу й надана 2-й танковій дивізії СС. Разом з дивізією «Дас Райх» група брала участь у Мортенському наступі. Після провалу наступу частини СС відступили і потрапили в Фалезький котел. В ході боїв група була розбита на 4 дрібніші групи. Після прориву з котла відхід німців прикривав зенітний батальйон 17-ї дивізії. Наприкінці серпня залишки бойової групи були виведені в Шартр.

### Відступ до Німеччини
На початку вересня для відновлення дивізії до неї був переданий ряд дрібніших частин СС. Злиття всіх компонентів відбувалося в Меці. 7 вересня 37-й полк дивізії захищав містечко Дорно від наступу американців. Наступного дня американцям вдалося форсувати Мозель і закріпитися на східному березі. Для виправлення ситуації в бій була кинута вже вся 17-та дивізія СС. Це не врятувало становище, і дедалі нові й нові американські частини форсували Мозель. До кінця листопада 1944 дивізія брала участь в обороні Меца і в боях в Саарській області. На початку грудня чисельність дивізії знизилася до 4 000 чоловік. З цієї причини дивізія була відведена в Нойнкірхен для поповнення.

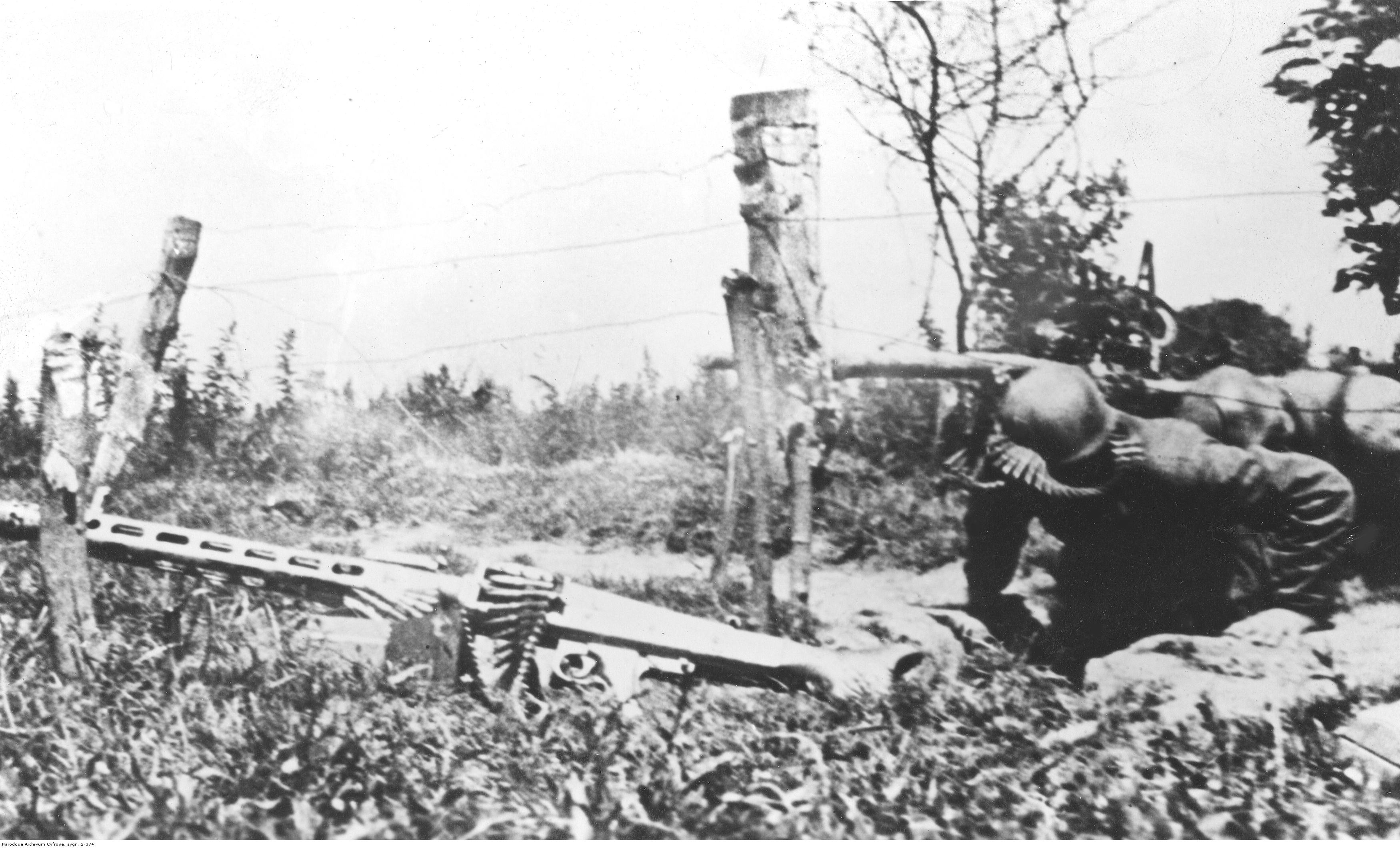
Бійці 17-ї панцергренадерської дивізії СС у боях в Нормандії. Літо 1944

### Оборона Рейху
31 грудня 1944 року в рамках операції «Нордвінд» частини дивізії пішли в наступ на ділянці Саарбрюкен — Саверн. До середини січня 1945 року німці повторювали безуспішні спроби розвинути наступ, але велика перевага американців і погодні умови зробили свою справу. Зломлені частини дивізії відступили в район між лінією Мажино і Західним валом. Чіпляючись за оборонні споруди, дивізія безуспішно намагалася затримати наступ союзників. У середині березня вона брала участь в обороні Кайзерслаутерна, а пізніше брала участь в обороні Ландау, Нойештадта і Оденвальда. У квітні 1945 року дивізія (близько 7 000 чоловік) обороняла Гайльбронн, а потім була відправлена до Нюрнберга. За задумом німецького командування вона повинна була стати хребтом оборони міста. Протягом 4 днів дивізія «Гьотц фон Берліхінген» утримувала район Нюрнберга, але під натиском американців була змушена залишити місто. 20—21 квітня в Нюрнберзі військовослужбовці американської 42-ї піхотної дивізії розстріляли з кулеметів більш ніж 200 полонених зі складу 38-го полку 17-ї дивізії СС. Після падіння Нюрнберга залишки дивізії відступили до Донауверта. 7 травня 1945 року залишки 17-ої дивізії СС здалися американцям в Ебен-ам-Ахензе.

## Райони дислокації та ведення бойових дій
- Франція (жовтень — грудень 1943);
- Югославія (грудень 1943 — червень 1944);
- Франція (червень — серпень 1944);
- Західна Німеччина (серпень 1944 — квітень 1945);
- Австрія (квітень — травень 1945).

## Командири дивізії
- СС-оберштурмбанфюрер Отто Бінге (жовтень 1943 — січень 1944)
- СС-бригадефюрер та генерал-майор Ваффен-СС Вернер Остендорф (січень — 15 червня 1944)
- СС-штандартенфюрер Отто Бінге (16 — 18 червня 1944)
- СС-штандартенфюрер Отто Баум (18 червня — 1 серпня 1944)
- СС-штандартенфюрер Отто Бінге (1 — 29 серпня 1944)
- СС-оберфюрер Едуард Дайзенгофер (30 серпня — вересень 1944)
- СС-штандартенфюрер Томас Мюллер (вересень 1944)
- СС-штандартенфюрер Густав Мерч (вересень — жовтень 1944)
- СС-групенфюрер та генерал-лейтенант Ваффен-СС Вернер Остендорф (21 жовтня — 15 листопада 1944)
- СС-штандартенфюрер Ганс Лінгнер (15 листопада 1944 — 9 січня 1945)
- оберст Гергард Лінднер (9 — 21 січня 1945)
- СС-штандартенфюрер Фріц Клінгенберг (21 січня — 22 березня 1945)
- СС-оберштурмбанфюрер Вінценц Кайзер (22 — 24 березня 1945)
- СС-штандартенфюрер Якоб Фік (24 — 27 березня 1945)
- СС-оберфюрер Георг Бохман (27 березня 1945 — 8 травня 1945)

### Підпорядкованість
| Час      | Корпус     | Армія      | Група армій (округ) | Штаб       |
| -------- | ---------- | ---------- | ------------------- | ---------- |
| 1943     |            |            |                     |            |
| грудень  | —          | 1 А        | Група армій «D»     | Франція    |
| 1944     |            |            |                     |            |
| січень   | —          | 1 А        | Група армій «D»     | Франція    |
| травень  | резерв ОКВ | резерв ОКВ | резерв ОКВ          | Франція    |
| червень  | II пк      | 7 А        | Група армій «B»     | Луден      |
| липень   | LXXXIV ак  | 7 А        | Група армій «B»     | Нормандія  |
| серпень  | LXXX ак    | 1 А        | Група армій «B»     | Шампань    |
| вересень | XIII ак СС | 1 А        | Група армій «G»     | Мец        |
| листопад | LXXXII ак  | 1 А        | Група армій «G»     | Мец        |
| грудень  | XIII ак СС | 1 А        | Група армій «G»     | Сарргемін  |
| 1945     |            |            |                     |            |
| січень   | —          | 1 А        | Група армій «G»     | Горнбах    |
| лютий    | XIII ак СС | 1 А        | Група армій «G»     | Горнбах    |
| квітень  | XIII ак СС | 1 А        | Група армій «G»     | Гайльбронн |

## Склад дивізії
- 37-й панцергренадерський полк СС
- 38-й панцергренадерський полк СС
- 17-й артилерійський полк СС
- 17-й танковий батальйон СС
- 17-й самохідний розвідувальний батальйон СС
- 17-й протитанковий дивізіон СС
- 17-й батальйон штурмових гармат СС
- 17-й зенітний дивізіон СС
- 17-й саперний батальйон СС
- 17-й батальйон зв'язку СС
- 17-й санітарний батальйон СС
- 17-й самохідний ремонтний батальйон СС
- 17-й загін постачання СС

## Кавалери Лицарського хреста Залізного хреста

### Лицарський хрест Залізного хреста (4)
- Курт Валь — СС-гауптштурмфюрер, ад'ютант 38-го панцергренадерського полку СС (23 серпня 1944)
- Ортвін Куске — СС-унтершарфюрер, командир 3-ї роти 17-го самохідного розвідувального батальйону СС (26 листопада 1944)
- Генріх Готтке — СС-унтершарфюрер, 3-тя батарея 17-го зенітного батальйону СС (17 грудня 1944)
- Фред Папас — СС-унтершарфюрер, командир роти 17-го самохідного розвідувального батальйону СС (27 грудня 1944)

### Лицарський хрест Залізного хреста з Дубовим листям (3)
- Бруно Гінц — СС-оберштурмфюрер, командир 2-ї роти 38-го панцергренадерського полку СС (23 серпня 1944)
- Курт Валь — СС-штурмбанфюрер, командир 17-го самохідного розвідувального батальйону СС (1 лютого 1945)
- Вінценц Кайзер — СС-оберштурмбанфюрер, командир 38-го моторизованого полку СС (18 квітня 1945)

## Кавалери Лицарського хреста Хреста Воєнних заслуг з мечами
- Антон Турек — СС-унтершарфюрер, командир взводу (30 грудня 1944)